# Kraśnik sześcioplamek
Kraśnik sześcioplamek, kraśnik łomignatek, błyszczenica łomignatek (Zygaena filipendulae) – pospolity gatunek motyla dziennego z rodziny kraśnikowatych. Występuje w Europie wśród ubogiej roślinności na terenie suchym oraz na torfowiskach i wrzosowiskach. Zasięg jego występowanie dochodzi do 2000 m n.p.m.

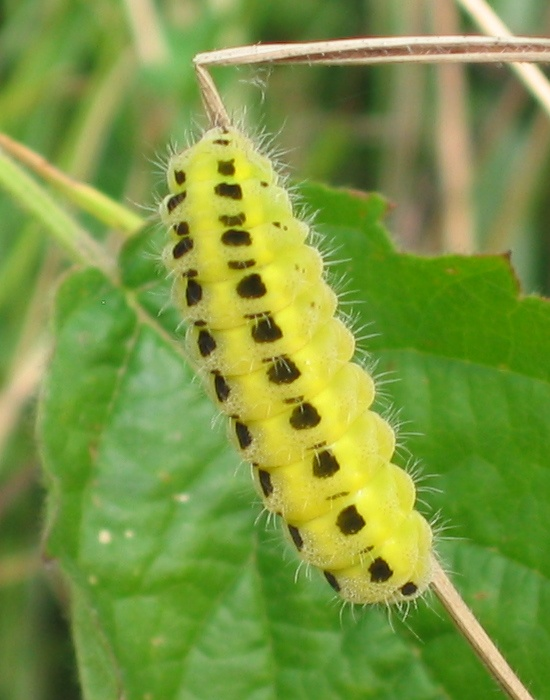
Gąsienica

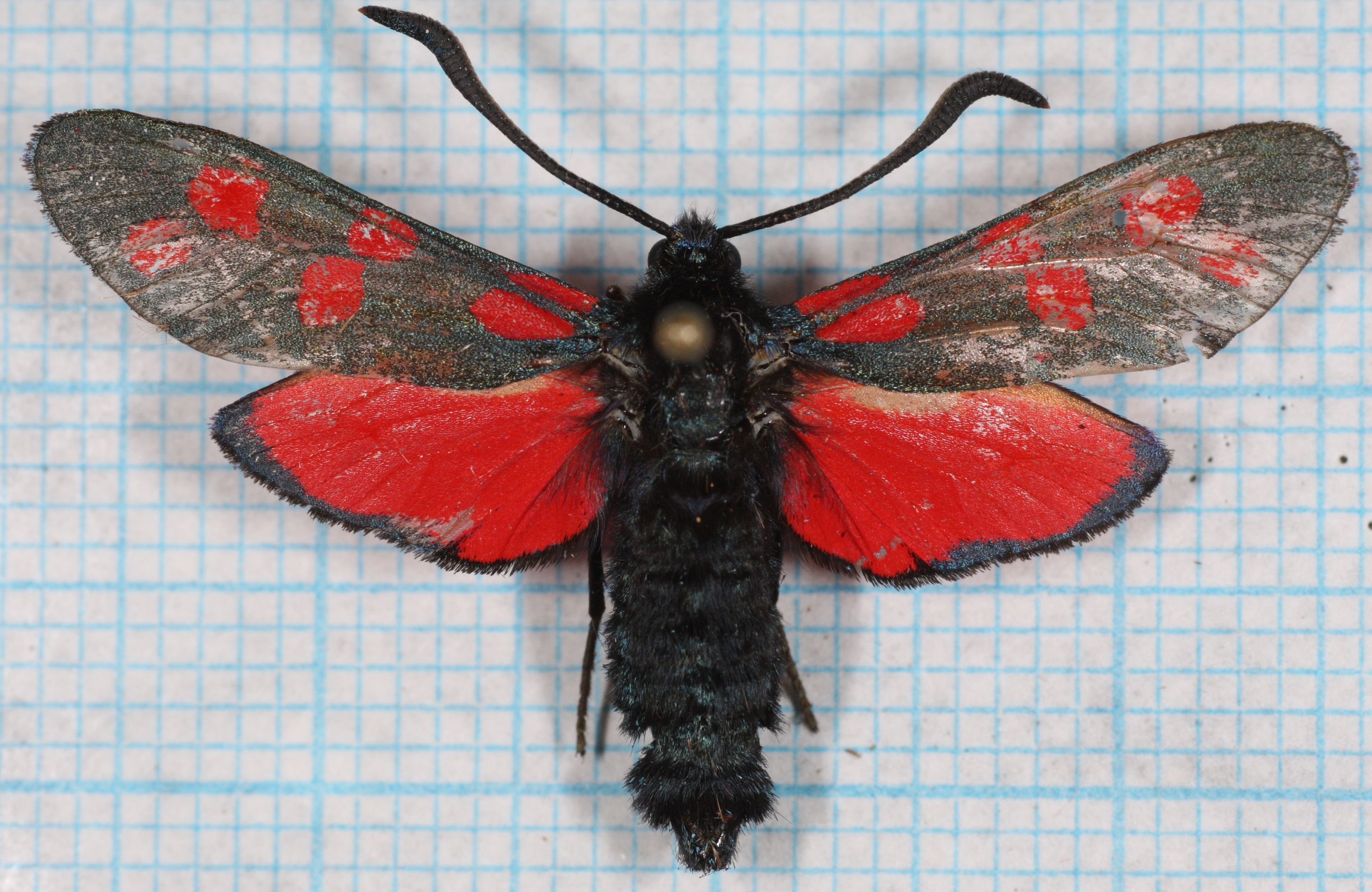

## Opis
Charakterystyczną cechą rozpoznawczą tego gatunku jest wzór na skrzydłach – po sześć czerwonych plam na każdym.
Owad ten lubi nasłonecznione miejsca, głównie stoki. Żywi się m.in. nektarem komonicy zwyczajnej i cieciorki żółtej (Coronilla coronata), żeruje również na roślinie astrowatej – oście.
Ubarwienie tego owada ostrzega, że jest niejadalny. Ma w barwniku trujące związki cyjanowe. Jest dość odporny na działanie innych trucizn.
Gąsienice tego gatunku można spotkać w okresie od czerwca do sierpnia przeważnie na roślinach motylkowych. Gąsienica jest żółtawozielona, krępa.